# Michail Bašilov
Michail Sergeevič Bašilov (in russo Михаил Сергеевич Башилов?; Tomsk, 12 gennaio 1993) è un calciatore russo, centrocampista del Vicebsk.

## Carriera
Ha giocato nella massima serie dei campionati russo, lituano, bielorusso ed armeno.

## Palmarès

### Club

#### Competizioni nazionali
- Coppa d'Armenia: 1

Noravank: 2021-2022